# Le Rêve de l'oiseau
Le Rêve de l'oiseau est un ensemble architectural de sculptures monumentales habitables réalisées par Niki de Saint Phalle entre 1968 et 1971 avec la collaboration de Rainier de Hesse-Cassel et Jean Tinguely. 

## Contexte
Avec Le Rêve de Oiseau, Niki de Saint Phalle se lance  en 1968 dans son premier projet architectural grandeur nature à la demande du metteur en scène Rainier de Hesse-Cassel qui possède un terrain dans la forêt varoise sur la commune de Le Plan-de-la-Tour. Rainer von Hessen  a déjà collaboré avec  Niki qui a réalisé les décors de son spectacle Lysistrata, au Staatstheater de Cassel durant l’exposition documenta ayant lieu dans la ville. Pour la pièce d’Aristophane Niki s'est inspirée de la grande Hon/Elle qu’elle vient de créer à Stockholm au Moderna Museet.

## Description
L'ensemble est composé de trois sculptures habitables ayant chacune leur fonction : la plus grande est Big Clarice haute de 7 mètres dans laquelle se trouvent deux chambres et une salle de bains dont la baignoire a une forme de Nana. La fiche classement aux monuments  historiques du Var donne des précisions supplémentaires : « Sur la gauche se trouve la chambre-salle de bain, dite Maison Nana ou Big Clarice, en forme de torse féminin. Les seins abritent les gîtes pour enfants. La troisième plateforme, dite "Sorcière", contient les toilettes. Le sol en est recouvert par une mosaïque en pâte de verre. Deux sculptures de taille plus réduite, une nana-fontaine et un lit de serpents, complétaient l'ensemble. À partir de 1976, Rainer Von Hessen a aménagé le jardin en créant des escaliers, des terrasses, cheminements et rampes, dans une nature relativement brute. »
Les toilettes sont  dans  la sculpture La Sorcière, dans Le Rêve de l'oiseau" proprement dit sont installés une cuisine et un séjour.
Niki et ses amis y viendront ensuite chaque été lorsque l'ensemble sera achevé. Entre 1968 et 1971 les travaux avancent avec l'aide des maçons du pays, de Jean Tinguely et de Rainer vont Hessen.

## Postérité
Bien que peu remarquée du vivant de l'artiste, cette œuvre qui précède le Jardin des Tarots, a été réhabilitée par l'Association des amis du Rêve de l'Oiseau dont fait partie Madame le maire du Plan de la Tour. Mais c'est surtout au couple Sybille et Jean-Marc Heftler-Louiche que l'on doit la réhabilitation de l'ensemble. Un dossier de classement au titre des monuments historiques  du Var a été présenté et par arrêté le 16 avril 2008, les bâtiments réhabilités ont été protégés.